# 장기면
장기면(長鬐面)은 대한민국 경상북도 포항시 남구의 면이다. 포항시의 최남단에 위치하고 있으며, 남쪽으로는 경주시 감포읍과 경계를 하고 있고, 해안과 육지를 연결하는 교통의 요충지로서 역할을 하고 있다. 옛날부터 왜구들의 침입이 잦았으며, 대표적인 문화유적으로는 장기읍성, 뇌성산성, 척화비 등이 있다. 또한 조선시대 석학인 우암 송시열, 다산 정약용 등으로부터 영향을 받은 향교, 서원, 사적비와 충효관 등이 산재해 있다.

## 개요
장기면은 해안경관이 빼어나며, 경주시와 경계 지점으로 포항시의 최남단이다. 14.5km의 긴 바다를 낀 어촌 12개마을과 농촌 21개 마을이 있으며 어촌에는 우렁쉥이, 미역이 풍부하며 해풍이 만나는 육지에는 복분자가 유명하고 문화재로 장기읍성은 우리나라의 유일한 성문 3개의 읍성으로 국가사적 제386호로 지정되어 있으며, 향교, 서원, 장기모포줄, 척화비 등 문화유적이 여러 곳에 산재되어 있다.

## 역사
- 장기군 현내면, 서면
- 1914년 4월 1일 영일군 장기면, 봉산면[3]
- 1934년 4월 1일 장기면, 봉산면을 지행면으로 합면[4]
- 1991년 12월 1일 지행면을 장기면으로 개칭

## 법정리
- 계원리(溪院里)
- 금곡리(琴谷里)
- 금오리(金吾里)
- 대곡리(大谷里)
- 대진리(大津里)
- 두원리(斗院里)
- 마현리(馬峴里)
- 모포리(牟浦里)
- 방산리(芳山里)
- 산서리(山西里)
- 서촌리(西村里)
- 수성리(水城里)
- 신계리(新溪里)
- 신창리(新倉里)
- 영암리(靈岩里)
- 양포리(良浦里)
- 읍내리(邑內里): 행정복지센터 소재지
- 임중리(林中里)
- 정천리(井泉里)
- 죽정리(竹井里)
- 창지리(倉旨里)
- 학계리(鶴溪里)
- 학곡리(鶴谷里)

## 명소
- 장기읍성
- 뇌성산성

## 특산품
장기면은 천혜의 자연경관을 자랑하며, 친환경 농산물과 양질의 축산물은 물론 청정해안의 신선하고 맛깔스런 해산물들이 있다. 특히 건강보양식품인 장기산딸기(복분자)는 웰빙 식품으로 그 인기가 날로 높아지고 있다.

## 교육 기관
| 학교명       | 소재지                | 비고 |
| ------------ | --------------------- | ---- |
| 양포초등학교 | 남구 장기면 장기로 33 |      |
| 장기중학교   | 남구 장기면 읍내길 53 |      |
| 장기초등학교 | 남구 장기면 모포길 59 |      |

## 공공 기관
| 기관명             | 소재지                       | 비고 |
| ------------------ | ---------------------------- | ---- |
| 장기농민상담소     | 남구 장기면 읍내길 100       |      |
| 장기소방대         | 남구 장기면 읍내길 109       |      |
| 장기예비군면대     | 남구 장기면 영암길2번길 31-4 |      |
| 포항해경모포출장소 | 남구 장기면 모포길 92        |      |
| 포항해경양포출장소 | 남구 장기면 양포항길 40      |      |

## 금융 기관
| 기관명             | 소재지                    | 비고 |
| ------------------ | ------------------------- | ---- |
| 구룡포수협장기지점 | 남구 장기면 동해안로 3317 |      |
| 장기농협           | 장기면 읍내길 87          |      |
| 장기신용협동조합   | 남구 장기면 양포항길 13   |      |
| 장기우체국         | 남구 장기면 읍내길 95     |      |

## 의료 기관
| 기관명         | 소재지                    | 비고 |
| -------------- | ------------------------- | ---- |
| 두원보건진료소 | 남구 장기면 동해안로 2718 |      |
| 모포보건진료소 | 남구 장기면 모포길 29-6   |      |
| 양포보건진료소 | 남구 장기면 양포항길 12   |      |
| 장기보건지소   | 남구 장기면 읍내길 100    |      |

## 간선 도로
| 구분 | 도로 이름 |
| ---- | --- |
| 로   | 동해안로 (국도 제31호선), 방산로, 장기로 (지방도 제929호선)                                                                                                   |
| 길   | 계원길, 모포길, 산서길, 산서안길, 신창길, 양포항길, 영암길, 읍내길, 읍성길, 정동길, 조항산길, 죽정길, 초롱구비길, 학삼길, 현내들길, 계원1길, 계원2길, 계원3길 |